# Scyntygrafia ogniska zawału
Scyntygrafia ogniska zawału – metoda diagnostyczna stosowana niekiedy (obecnie bardzo rzadko) w diagnostyce zawału serca. Metoda polega na podaniu radioaktywnego znacznika (pirofosforanu cynawego znakowanego 99mTc lub przeciwciał antymiozynowych znakowanych 111In) i ocenie jego przepływu oraz wychwytu przez zmienioną tkankę mięśnia sercowego.